# Nazionale maschile di beach soccer di Panama
La nazionale di beach soccer del Panama rappresenta il Panama nelle competizioni internazionali di beach soccer ed è controllata dalla Federazione calcistica di Panama.
Dal 1995 al 2013 non ha partecipato a nessun campionato nel mondo, mentre nel 2015 non si classificò. L'unica classificazione della nazionale del Panama è avvenuta nel 2017.